# Anthony Davidson
Anthony Davidson (nascut el 18 d'abril de 1979 a Hemel Hempstead, Anglaterra) és pilot de curses automobilístiques de velocitat.
Va debutar al Gran Premi d'Hongria del 2002, amb l'escuderia Minardi, on va córrer també el G.P. següent, el Gran Premi de Bèlgica. Després ha estat pilot provador durant diversos anys de l'equip BAR-Honda, que actualment rep el nom d'Honda F1. Amb aquesta escuderia va fer només una carrera, el Gran Premi de Malàisia substituint a Takuma Sato, que estava malalt. Va haver d'abandonar a la tercera volta per problemes amb el motor. Durant el 2007 i el 2008, Davidson veu recompensats els seus esforços i torna a ser company d'equip de Takuma Sato, però aquest cop amb la modesta escuderia japonesa Super Aguri, que es va retirar de la competició per problemes econòmics i Davidson va tornar a Honda com a pilot de proves fins que aquesta també va deixar la competició per motius econòmics, sent comprat per Ross Brawn per formar Brawn GP, per qui Davidson va signar com a pilot de proves. En 2009, Mercedes va comprar l'escuderia i va seguir com a pilot de proves i simulació, feina que va continuar fins al 2013, combinant amb comentarista de Fórmula 1 per Sky Sports i després va dedicar-se a pilotar en el Campionat del Món de resistència (FIA). Va tenir un greu accident a les 24 hores de Le Mans de 2012.